# Universidad Politécnica Territorial de Lara Andrés Eloy Blanco
La Universidad Politécnica Territorial de Lara Andrés Eloy Blanco (UPTAEB) es una institución pública de educación superior de carácter tecnológico, ubicada en la ciudad de Barquisimeto, Venezuela. Se prevé que sea próximamente Universidad Politécnica, en el marco de la Misión Alma Mater, producto de la Transformación Universitaria como iniciativa del entonces presidente Hugo Chávez Frías, publicada en Gaceta Oficial 39.148 del 27 de marzo de 2009 y creada como política de Estado para la Transformación de la Educación Universitaria en Venezuela.

## Historia
La institución nació como Ciclo Básico Superior (CBS) en 1972, y fue la antesala de los estudiantes de educación superior que debían cursar dos semestres en esta casa de estudios antes ingresar a las universidades que, para la época funcionaban en Barquisimeto: la Universidad Centroccidental (UCO, hoy UCLA), el Instituto Pedagógico (ahora UPEL–IPB) y el Instituto Universitario Politécnico (IUP, actualmente Universidad Nacional Experimental Politécnica Antonio José de Sucre).
El CBS inició actividades el 7 de marzo de 1973 y su primer director fue el profesor Napoleón Torres. Después de un año de actividades, el Ministerio de Educación, mediante Resolución 17, del 11 de enero de 1974, estableció que “El Ciclo Básico Superior de Barquisimeto ofrecerá oportunidades de estudio a los egresados de Educación Media que deseen proseguir cursos en la Universidad Centroccidental, el Instituto Pedagógico Experimental de Barquisimeto y en el Instituto Universitario Politécnico de Barquisimeto”.
La matrícula, que se inició con 3.500 estudiantes, alcanzó la cifra de 7.000 dicentes en 1976 debido a las facilidades de ingreso y a que las universidades de entonces exigían la aprobación de los dos semestres previos en el Ciclo Básico Superior. Pero esta institución carecía de basamento jurídico, por lo que fue declarada en proceso de reorganización hasta enero de 1977.
El 22 de marzo de 1979, el Ministerio de Educación declaró nuevamente la reorganización del CBS y recomendó la elaboración de un proyecto de “Instituto de ensayo para los Estudios Básicos”. Otra comisión asumió la elaboración del plan que fue entregado al referido ministerio el 20 de octubre de 1980. Dos años después (22 de noviembre de 1982) se aprobó la transformación del CBS en Instituto Universitario.
El 27 de septiembre de 1983 tomó posesión la primera directiva del Instituto Universitario Experimental de Barquisimeto (IUEB) que impartía dos carreras cortas. Ese mismo año, los institutos Pedagógico y Politécnico anunciaron su intención de desincorporar a sus estudiantes de las matrículas del IUEB, lo que podría significar la eliminación de la naciente casa de estudios. Ante esa realidad, una comisión elaboró un informe en el que se planteaban las necesidades de formar técnicos superiores en la región Centroccidental del país. Luego de varios procesos de investigación, el 31 de julio de 1986, se autorizaba al IUEB para ofrecer la especialidad de Administración, menciones: Costos y Mercadotecnia.
En diciembre de 1988 (Decreto 1.572) se oficializó el nombre de Andrés Eloy Blanco como epónimo de esa casa de estudios, y al año siguiente pasó a llamarse Instituto Universitario Experimental de Tecnología Andrés Eloy Blanco (Iuetaeb).
En septiembre de 1989 se inició la carrera de Turismo, menciones Servicios Turísticos y Hotelería. En julio de 1990 egresa la 1ª. Promoción de 65 técnicos superiores (38 en Costos y 27 en Mercadotecnia), y ese mismo año comienza a impartirse la especialidad de Deportes con 120 bachilleres, menciones: Atletismo, Natación, Lucha y Levantamiento de Pesas.
En septiembre de 1992 fue creada la carrera de Higiene y Seguridad Industrial. En 1993 se autorizan los estudios para formar técnicos superiores universitarios en Control de Calidad con una matrícula de 80 estudiantes y cuatro años más tarde (1997) comienzan las especialidades de Contaduría y Mercadotecnia, que sustituyeron a la anterior carrera de Administración, así como la de Información y Documentación.
En febrero de 2001, Min–Educación, en resolución publicada en Gaceta Oficial 37.140, declara al Iuetaeb en proceso de modernización y transformación, para lo cual se nombra al Prof. Marcos Coronel Nadal coordinador de la referida Comisión.
Posteriormente, con la creación del Ministerio de Educación Superior, éste resuelve el 23 de febrero de 2006 hacer cambios en dicha Comisión, que estará a cargo la Ingª. Bertha Pulido León. Ese mismo año, el 21 de noviembre, durante la celebración del Día del Estudiante Universitario, el presidente de la República Bolivariana de Venezuela anunció la creación de la Misión Alma Mater para fundar nuevas universidades y transformar a los 29 institutos y colegios universitarios existentes en el país en Universidades Politécnicas. El objetivo de ese mandato era dar mayor oportunidad de formación académica a una población antes excluida de ingresar al sistema de educación superior en Venezuela. Actualmente, hasta el 2015, 17 de esos institutos son universidades politécnicas territoriales.
Universidad Politécnica
Desde enero de 2009, por disposición del Ministerio del Poder Popular para la Educación Universitaria, Ciencia y Tecnología, la UPT–Lara dicta los siguientes Programas Nacionales de Formación (PNF): licenciaturas en Administración, Contaduría, Ciencias de la Información, Turismo y las carreras de ingeniería en Agroalimentación, Informática, Higiene y Seguridad Laboral y Sistemas de Calidad y Ambiente, además de TSU en Deportes. Estas carreras y otros cambios en la institución forman parte de la transformación del otrora Iuetaeb en Universidad Politécnica Territorial.

## Carreras
- PNF en Administración
- PNF en Ciencias de la Información
- PNF en Higiene y Seguridad Laboral
- PNF en Informática
- PNF en Sistemas de Calidad y Ambiente
- PNF en Agroalimentación
- PNF en Turismo
- PNF en Contaduría
- PNF en Deportes
- PNF en Distribución y Logística
- PNF en Procesos Químicos
- PNF en Materiales Industriales